# Le Plessis-Robinson
Le Plessis-Robinson är en kommun i departementet Hauts-de-Seine i regionen Île-de-France i norra Frankrike. Kommunen ligger i kantonen Le Plessis-Robinson som tillhör arrondissementet Antony. År 2022 hade Le Plessis-Robinson 28 893 invånare.
Le Plessis-Robinson ligger i de syd västliga förorterna till Paris. Den ligger 10,5 km från Paris centrum.

## Befolkningsutveckling
Antalet invånare i kommunen Le Plessis-Robinson
| Referens: INSEE |